# Ки, Райан
Уильям Райан Ки (англ. William Ryan Key; род. 17 декабря 1979, Джэксонвилл) — вокалист и ритм-гитарист американской поп-панк группы Yellowcard.

## Биография
Ки родился 17 декабря 1979 года. Рос в городе Джэксонвилл, штат Флорида. У него есть старшая сестра. Он учился в епископальной Высшей школе, затем в Школе искусств Андерсона города Дуглас, которую впоследствии окончил и где впервые встретился с Шоном Маккином, с которым впоследствии устроился на работу в ресторан. Райан затем учился в Университете штата Флорида вместе с другими музыкантами — среди них был Дэн Маклинток из местной поп-панк группы Inspection 12, который пригласил Райана в группу в качестве вокалиста.
По словам Ки, музыкой он начал заниматься с семи лет с игры на фортепиано, в тринадцать стал учиться игре на гитаре. До Yellowcard играл в другой, мало популярной группе Craig’s Brother но в 2000 году ушёл из неё. Сейчас этой группы больше не существует.
После распада Yellowcard в 2017, начал сольную карьеру. В мае 2018 Райан выпустил мини-альбом Thirteen, над которым он работал совместно с Райаном Мендезом.

### Yellowcard
Когда Бен Добсон, предыдущий вокалист группы Yellowcard, решил оставить коллектив, Бен Харпер предложил данную кандидатуру Райану сначала в качестве солиста, но после того как гитарист Тодд Клари также покинул группу в начале 2000 года Ки также взял на себя роль ритм-гитариста.
6 марта 2001 года в автоаварии трагически погибает лучший друг Райана — барабанщик Inspection 12 Скотт Шэд. За рулём у музыканта внезапно случился диабетический шок с последующим обмороком, после чего автомобиль потерял управление. Его смерть была психологической травмой для Райана, по его словам, это вошло в основу творчества обеих групп.
В Yellowcard Райан — вокалист, а также играет на гитаре. Также Райан Ки написал слова и музыку почти ко всем песням Yellowcard (исключения — «Twenty Three» (Ocean Avenue, 2003) и Sure Thing Falling (Lights and Sounds, 2006).

### Сторонние проекты
Когда группа взяла отпуск, Райан принял участие в стороннем проекте «Big If» с Шоном О’Доннелл из Рив Оливер. Райан Ки записал песню под названием «Stop Right There» с голливудской поп-панк группой Assemble the Skyline. Трек был выпущен 7 января 2011 года. Райан также сотрудничал с поп-панк группой Every Avenue из Мичигана. Он выступил соавтором их песнен «Girl Like That» с их альбома Picture Perfect и «Tie Me Down» альбома Bad Habits.
Кроме музыкальной карьеры в 2008 году Райан снялся в фильме Дж. Абрамса «Cloverfield» (в русском прокате известен как «Монстро»).
В 2017 году принял участия в концерте памяти «Linkin Park & Friends Celebrate Life in Honor of Chester Bennington», посвящённому вокалисту группу Честеру Беннингтону, покончившему жизнь самоубийством.  

### Личная жизнь
6 Мая 2013 года Райан женился на российской сноубордистке Алёне Алёхиной (в разводе).

## Дискография

### Yellowcard
- 2000 — Still Standing
- 2001 — One For The Kids
- 2002 — The Underdog
- 2002 — Ocean Avenue
- 2006 — Lights and Sounds
- 2007 — Paper Walls
- 2008 — Live from Las Vegas at the Palms
- 2009 — Deep Cuts
- 2011 — When You’re Through Thinking, Say Yes
- 2012 — Southern Air
- 2014 — Lift a Sail
- 2016 — Yellowcard

### Прочие
- 2018 — Thirteen EP
- 2018 — Virtue EP
- 2023 — Childhood Eyes EP

## Фильмография
- 2008 — Монстро
- Moustashette